# Silvi

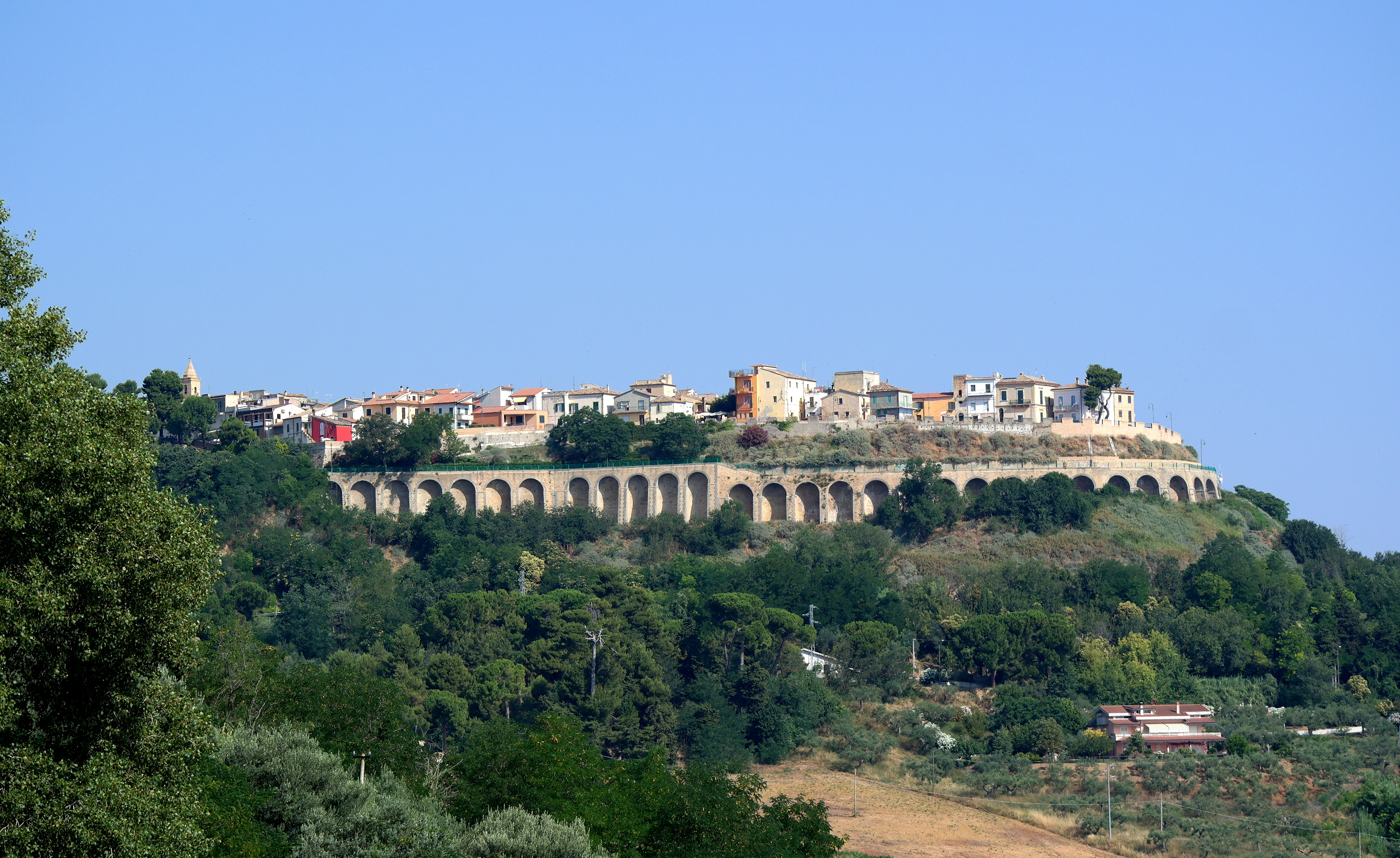
Silvi paese

Silvi è un comune italiano sparso di 15 404 abitanti della provincia di Teramo in Abruzzo. Sede del comune è la frazione di Silvi Marina, al confine con la provincia di Pescara.

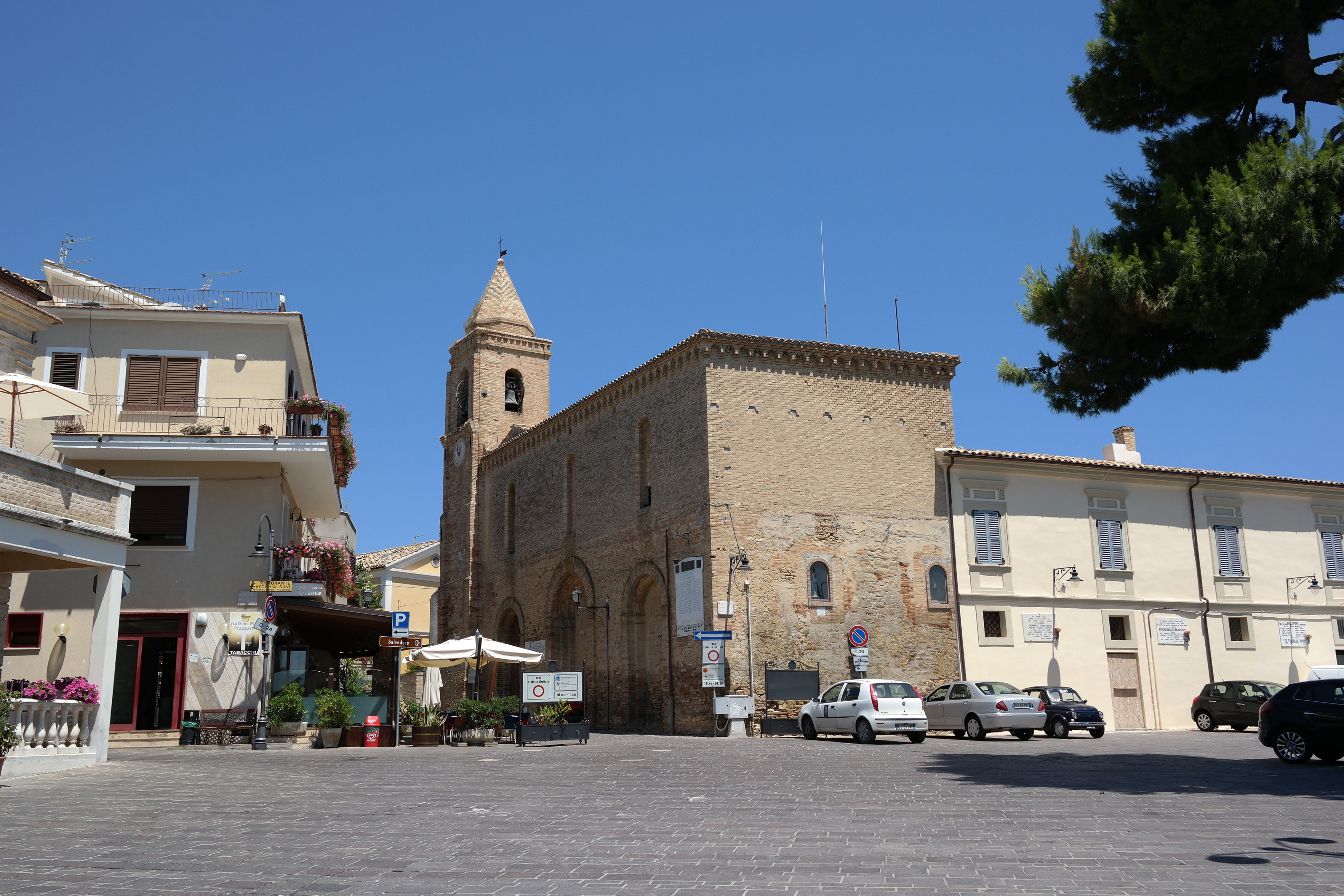
Chiesa di San Salvatore

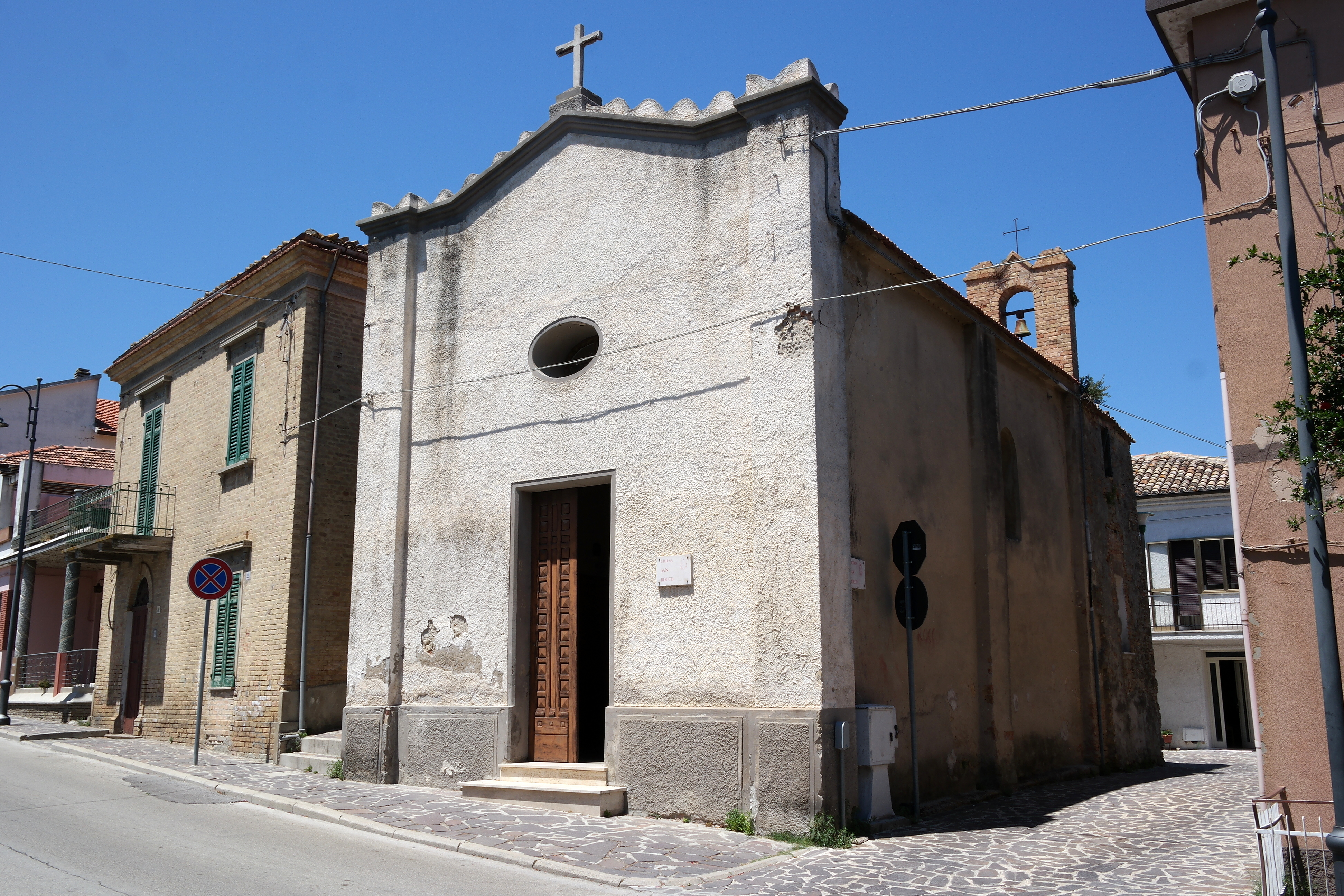
Chiesa di San Rocco

Situato ai piedi delle colline di Città Sant'Angelo ed Atri, è il comune più meridionale della costa teramana. La cittadina, definita "la perla dell'Adriatico" per l'unicità dei suoi 6 km di arenile, è una frequentata stazione balneare, mentre Il centro storico è situato sulle colline retrostanti a un'altitudine di 242 m s.l.m.
Il comune nasce nel 1931 guadagnando l'autonomia da Atri, e nei primi del Novecento era insieme a Giulianova e Pescara la marineria più importante d'Abruzzo.

## Geografia
Il centro storico di Silvi paese è situato su un colle di 242 m s.l.m. che domina tutta la costa circostante.
La città moderna si estende ai piedi del colle lungo 9 km di costa, dalla foce del torrente Cerrano, a nord, fino al torrente Piomba a sud.
Il comune è attraversato da numerosi corsi d'acqua, tra cui il fiume Piomba, il fosso del gallo, il torrente Cerrano, fosso Concio e fosso Marinelli San Silvestro. Il comune confina a nord con Pineto, ad ovest con Atri, a sud con Città Sant'Angelo e a est col mare Adriatico.

## Origini del nome
Sul nome di Silvi due opinioni dividono gli storici, la prima vuole il nome derivare da Silvae, per l'abbondanza dei boschi e la seconda dal nome del dio Silvano, antica divinità delle foreste.
In età romana il comune era noto col nome prima di Matrinum e poi Silvae, mentre nel Medioevo come Castel Belfiore o Castrum Silvi.

## Storia

### Nascita e periodo romano
Nata come piccolo borgo collinare
e troppo piccola per una storia antica propria, le sorti di Silvi furono condivise, nel VI e V secolo a.C., con la potente Hatria Picena (Atri), la trimillenaria città d'arte che, secondo alcuni eminenti storici, diede il nome al mare Adriatico e che fu conquistata nel 290 a.C. dai Romani.
È nel periodo del predominio romano che il borgo di Silvi venne unito, presidiato e fortificato, diventando il Castrum Silvae.

### Medioevo
La cittadina soffrì frequenti invasioni dei corsari turchi e saraceni, che sbarcavano di notte sulla costa e risalivano la collina depredando il territorio e deportando molti abitanti, che finivano in schiavitù, ma sarà proprio nel periodo medievale che il borgo inizierà a strutturarsi in una vera e propria cittadina.
Il borgo era circondato da una cinta muraria, con tre torri di controllo di otto metri ciascuna, tra le quali la Torre Belfiore, così chiamata poiché di fronte al pentagonale Castelbelfiore, con una vista strategica sul mare e sui monti, da est ad ovest e da nord a sud.
Il 5 ottobre 1273 in seguito alla divisione del giustizierato d'Abruzzo sancita nel Diploma di Alife, Silvi viene menzionata nel demanium Adriae quale terra di pertinenza dell'abbazia di San Giovanni in Venere.
Nel 1393, re Ladislao d'Angiò Durazzo vende per trentacinquemila ducati le città di Atri e di Teramo, e tra queste anche Silvi, al duca Antonio Acquaviva con tutti i loro diritti e pertinenze.

### Età moderna
In seguito all'istituzione del Regno di Napoli di Giuseppe Bonaparte fu abolita la feudalità e le universitas trasformate in comune. Nella riforma amministrativa, Silvi fu affrancata da Atri e divenne un comune autonomo.
Sul finire del XIX secolo inizia a svilupparsi sulla pianura costiera che separa il colle di Silvi dal mare il primo nucleo della cittadina marittima, che conoscerà un sostenuto sviluppo demografico e turistico veicolato dalla costruzione nel 1863 della ferrovia Adriatica.

### Simboli
Lo stemma e il gonfalone sono stati concessi con D.P.R. del 19 settembre 1996.
(D.P.R. 19 settembre 1996)
Lo stemma comunale mostra il castello di Silvi, posto sulla riva del mare, fiancheggiato da due piante che simboleggiano la presenza nel territorio di importanti industrie per la lavorazione della liquirizia.
Il gonfalone è un drappo partito di rosso e di azzurro.

## Monumenti e luoghi d'interesse
- Chiesa di San Salvatore: costruita verso il 1100 in onore del primo protettore di Silvi, san Salvatore (poi sostituito alla fine del XVI secolo da San Leone). Oggi la chiesa si presenta secondo i numerosi rifacimenti subiti nei secoli. All'esterno, il fianco sinistro (un tempo facciata), su corso Umberto I, presenta i tre portali atriani del XIV secolo, opera delle botteghe degli scultori attivi nel Duomo di Atri, mentre l'attuale facciata, il fianco destro su largo della Porta e il campanile (con l'orologio civico del 1843 spostato nel 1951 dalla chiesa di Sant'Antonio che si andava distruggendo) sono dell'inizio del XVIII secolo. L'interno si presenta barocco e ad una navata: si segnalano in particolare il busto ligneo del protettore San Leone, realizzato a Napoli nel 1766, la Comunione degli Apostoli, tele di artista locale della fine del '700, proveniente dalla distrutta chiesa di San Nicola come testimonia la rappresentazione del santo in basso, e la cappella del Rosario con varie statue vestite. Del passato medievale rimangono le due acquasantiere, realizzate con parti di un antico tempio romano, e il lacerto di affresco raffigurante molto probabilmente Santa Caterina d'Alessandria (metà XIII secolo), che si va riscoprendo come uno dei più importanti documenti dell'arte sveva in Italia.
- Chiesa di San Rocco: costruita nel XVI secolo come cappella rurale, non molto lontano dalla chiesa di San Salvatore, è oggi inserita nel tessuto urbano. L'attuale sistemazione, con campanile a vela, è ottocentesca; all'interno è presente un altare barocco con la statua lignea di San Rocco.
- Cappella della Madonna dello Splendore: la cappella sorge lungo la strada che da Silvi Marina conduce a Silvi Paese, a poca distanza dal centro storico. La data di costruzione è incerta, comunque fu elevata sul punto in cui, secondo la leggenda, nel 1566 San Leone, con una torcia in mano, incontrò i Turchi e li fece desistere dall'attaccare il borgo. Oggi, nella sistemazione tardo-ottocentesca, si presenta come un'edicola con la statua della Vergine circondata da un recinto in pietra.

## Società

### Evoluzione demografica
La vicinanza con Pescara ha permesso a Silvi, così come a molte città limitrofe, di svilupparsi demograficamente. Attualmente Silvi è il quinto comune della provincia per abitanti e diciassettesimo a livello regionale.Abitanti censiti

### Lingue e dialetti
La parlata originaria di Silvi, ancora in uso nel paese alto, è ascrivibile al sottogruppo atriano nell'ambito dei dialetti teramani, cioè abruzzesi centro-settentrionali. Tuttavia nella popolosa frazione della Marina è sempre più diffuso un dialetto fortemente influenzato dal pescarese, specialmente tra i giovani, poiché come accennato in precedenza Silvi forma ormai quasi un unico agglomerato urbano con Montesilvano (e quindi con la stessa Pescara) senza soluzioni di continuità, per cui la popolazione considera la conurbazione pescarese come il loro vero unico punto di riferimento lavorativo, ricreativo ed anche linguistico. È possibile infatti parlare di "koinè dialettale pescarese", in uso dall'area costiera meridionale della provincia di Teramo fino ai comuni più settentrionali della provincia di Chieti come Francavilla al mare e San Giovanni Teatino.

## Cultura

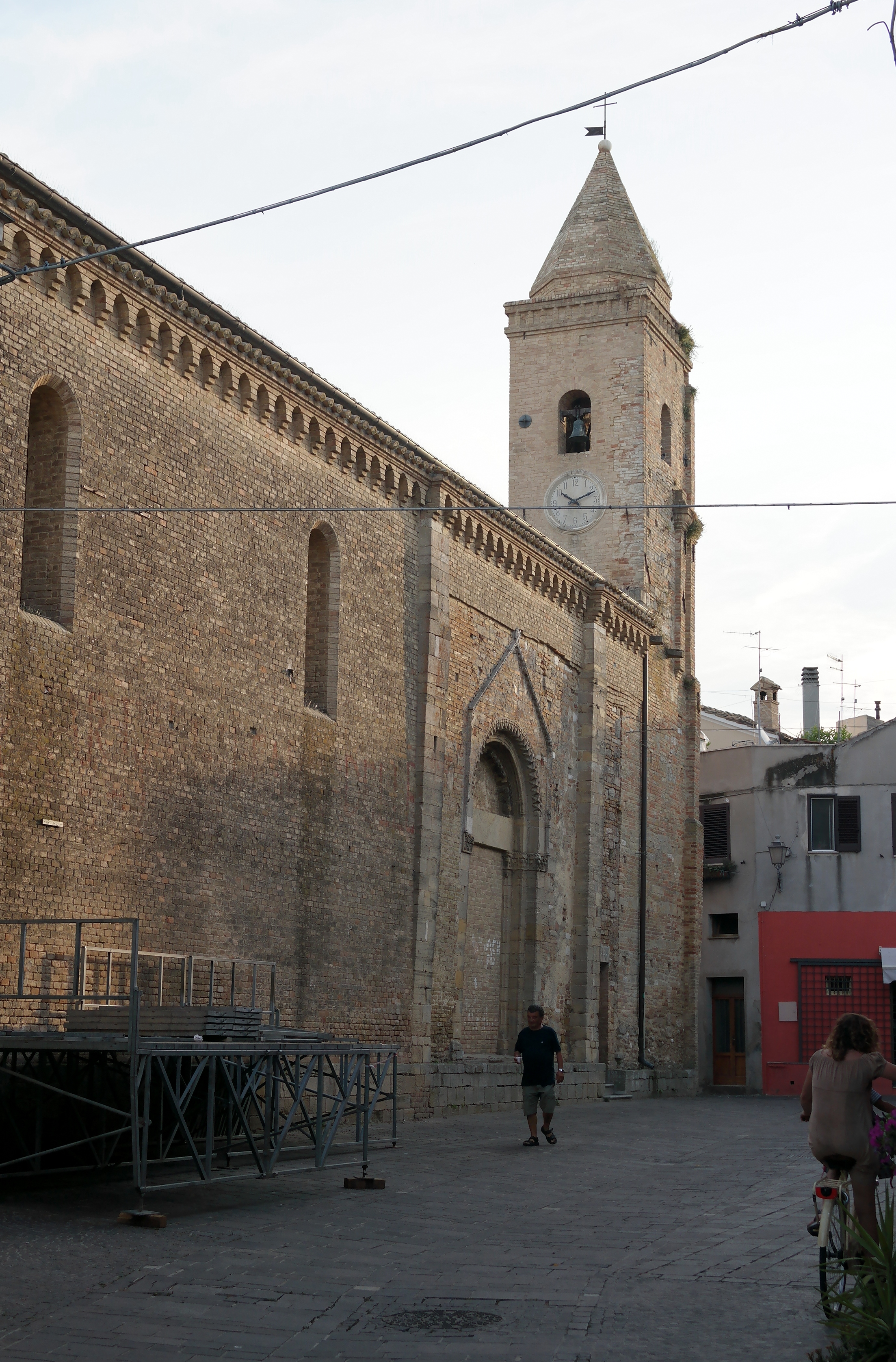
Chiesa di San Salvatore

### Lu Ciancialon
Una tradizione nata nel XVI secolo, legata alle vicende dei predoni turchi, è quella del "Ciancialone".
Si festeggia l'ultima domenica di maggio nella frazione Silvi Paese (chiamata anche "Belvedere di Silvi") e impegna tutto il paese nell'allestimento di un grosso cilindro costituito di canne legate tra loro, alto fino a dieci metri al quale viene appiccato il fuoco.

### La leggenda di San Leone
Il patrono della Città di Silvi è san Leone Martire. Il santo morì martire in Turchia verso il III-IV secolo d.C.; venne prima torturato, poi buttato con una pietra al collo da un burrone e, rimasto ancora vivo, decapitato.
Il culto si sviluppò sulle coste del Montenegro e in particolare a Dulcigno (Julcini), dove è ancora patrono.

## Economia

### Turismo
Silvi è una nota località balneare, e dal 2008 ha ottenuto il riconoscimento della Bandiera Blu.

## Amministrazione

Panorama da Silvi alta

| Periodo        | Periodo        | Primo cittadino     | Partito                                               | Carica                  | Note          |
| -------------- | -------------- | ------------------- | ----------------------------------------------------- | ----------------------- | ------------- |
| 23 aprile 1995 | 13 giugno 2004 | Giuseppe Di Febo    | Lista civica di centro-sinistra Democratici per Silvi | Sindaco                 | [ 18 ] [ 19 ] |
| 14 giugno 2004 | 3 gennaio 2014 | Gaetano Vallescura  | Lista civica di centro-destra Silvi per la Libertà    | Sindaco                 | [ 20 ] [ 21 ] |
| 8 giugno 2014  | 23 aprile 2017 | Francesco Comignani | Partito Democratico                                   | Sindaco                 | [ 22 ]        |
| 28 aprile 2017 | 24 giugno 2018 | Samuele De Lucia    | –                                                     | Commissario prefettizio | [ 23 ]        |
| 25 giugno 2018 | in carica      | Andrea Scordella    | Lega Nord                                             | Sindaco                 |               |

### Gemellaggi
- Memmingen[senza fonte]
- Dulcigno[24]

## Sport

### Calcio
La principale squadra di calcio della città è l'A.S.D. Silvi che milita nel campionato di 1ª Categoria abruzzese. I colori sociali sono il rosso ed il blu. La squadra gioca le proprie partite casalinghe presso lo stadio "Ughetto Di Febo", impianto con 2 400 posti a sedere e dotato di manto erboso naturale. Altra squadra che disputa i campionati regionali abruzzesi è la Castrum Silvi, fondata nel 2010 ed ora impegnata nel campionato di Promozione abruzzese.